# Petite rivière Smith
Pour les articles homonymes, voir Rivière Smith et Smith.
La Petite rivière Smith est un affluent de la rive nord-ouest de la rivière Smith. Elle coule dans le territoire non organisé de Lac-Jacques-Cartier, dans la municipalité régionale de comté (MRC) de La Côte-de-Beaupré, dans la région administrative de la Capitale-Nationale, dans la province de Québec, au Canada.
Cette petite vallée forestière est desservie par une route forestière qui remonte du sud au nord par la rive Est. La sylviculture constitue la principale activité économique de cette vallée ; les activités récréotouristiques en second.
À cause de son altitude, la surface de la Petite rivière Smith est généralement gelée de la fin novembre jusqu'au début d'avril ; toutefois la circulation sécuritaire sur la glace se fait généralement de la mi-décembre à la fin de mars. Le niveau de l'eau de la rivière varie selon les saisons et les précipitations ; la crue printanière survient en mars ou avril.

## Géographie
La Petite rivière Smith prend sa source à la confluence de deux ruisseaux forestiers (altitude : 610 m) en zone forestière. Cette source est située entre deux montagnes dans le territoire non organisé de Lac-Jacques-Cartier, à :
- 1,1 km au nord d'un sommet de montagne (altitude : 814 m) ;
- 2,1 km au sud d'un autre sommet de montagne (altitude : 1 022 m) ;
- 4,4 km au nord-est de la confluence de la rivière Smith et de la rivière Montmorency ;
- 32,6 km au nord de l'embouchure de la rivière Montmorency.

À partir de sa source, la Petite rivière Smith descend sur 2,8 km en zone forestière, avec une dénivellation de 63 m selon les segments suivants :
- 1,5 km vers le sud-ouest dans une vallée encaissée, en traversant un petit lac sauvage (longueur : 0,2 km ; altitude : 569 m), jusqu'à son embouchure ;
- 1,3 km d'abord vers le sud-ouest et courbant vers le sud, jusqu'à son embouchure[3].

À partir de la confluence de la Petite rivière Smith, le courant descend la rivière Smith sur 5,5 km vers le sud-ouest, puis sur 40,7 km généralement vers le sud par le cours de la rivière Montmorency, jusqu'à la rive nord-ouest du fleuve Saint-Laurent.

## Toponymie
Le toponyme "Petite rivière Smith" est lié à son cours d'eau maître la "rivière Smith".
Le toponyme "Petite rivière Smith" a été officialisé le 1er novembre 1988 à la Commission de toponymie du Québec.